# Dominic Dale
Dominic Dale (nascido Christopher Dale em Coventry, Inglaterra em 29 de dezembro de 1971) é um jogador profissional de snooker do País de Gales e comentador de snooker para a BBC.
Venceu ao longo da carreira 2 torneios a contar para o ranking mundial de snooker, que foram  o Grand Prix em 1997, e o Shanghai Masters em 2007. Conta igualmente com uma vitória num torneio menor, o circuito Players Tour Championship em 2010.
A sua personalidade e aparência metrossexual, com uma forma de vestir talvez excêntrica, destacam-se no mundo muito contido do snooker e deram-lhe a alcunha de Spaceman. Paralelamente à carreira desportiva, Dale é comentador de torneios de snooker para a BBC. Interessa-se muito por art déco e ópera.
Ao longo da carreira tinha conseguido 151 tacadas de 100 ou mais pontos (century breaks).
Vive em Berlim com a sua noiva.